# Eutropis sahulinghangganan
Eutropis sahulinghangganan (палаванський сонячний сцинк) — вид сцинкоподібних ящірок родини сцинкових (Scincidae). Ендемік Філіппін. Описаний у 2020 році.

## Поширення і екологія
Палаванські сонячні сцинки є ендеміками острова Палаван. Вони живуть у первинних і вторинних вологих тропічних лісах, в мангрових лісах і садах. Зустрічаються на висоті до 1500 м над рівнем моря.